# Товладић
Товладић је насељено мјесто у Босни и Херцеговини у општини Котор Варош, ентитет Република Српска. Према попису становништва из 1991. у насељу је живјело 341 становника.

## Географија
На подручју Товладића се налази брдо „Рашче Брдо“.

## Историја
За вријеме Другог свјетског рата хрватске усташе су 16. априла 1942. на Рашче Брду убиле девет чланова породице Марка Тешића. Исте вечери у засеоку Бијелићи усташе су убиле читаву породицу Тодора Бијелића, затим Тодора Тајића и његовог сина Митра са троје дјеце, Милку Којчиновић и њено петоро дјеце, Лазара Станића, те десет чланова породице Лазара Гајића са петоро дјеце. У овом покољу укупно је страдало 63 Срба, од чега 38 жртава из челиначког краја. У посљедњем Одбрамбено-отаџбинском рату од 1992.-1995. године погинула су два борца ВРС Предраг Станић и Зоран Верић.

## Спомен костурница на Рашче Брду
На Рашче Брду у Товладићу се налази спомен костурница у којој су сахрањене жртве усташког покоља који се десио 16. априла 1942. У спомен костурници је сахрањено 21, од укупно 63 Срба који су страдали 1942.

## Становништво
| Демографија | Демографија | Демографија |
| Година      | Становника  | Становника  |
| ----------- | ----------- | ----------- |
| 1961.       | 383         |             |
| 1971.       | 383         |             |
| 1981.       | 377         |             |
| 1991.       | 341         |             |